# Fußballclub Ingolstadt 04 2007-2008
Questa voce raccoglie le informazioni riguardanti il Fußballclub Ingolstadt 04 nelle competizioni ufficiali della stagione 2007-2008.

## Stagione
Nella stagione 2007-2008 l'Ingolstadt, allenato da Jürgen Press e Thorsten Fink, concluse il campionato di Regionalliga sud al 2º posto e fu promosso in 2. Bundesliga.

## Rosa
| N. |                     | Ruolo | Calciatore           |
| -- | ------------------- | ----- | -------------------- |
| 1  | Germania (bandiera) | P     | Michael Lutz         |
| 2  | Germania (bandiera) | C     | Andreas Neuendorf    |
| 3  | Germania (bandiera) | C     | Heiko Gerber         |
| 4  | Germania (bandiera) | D     | Markus Rosenwirth    |
| 5  | Germania (bandiera) | C     | Michael Schmidberger |
| 6  | Germania (bandiera) | C     | Manfred Kroll        |
| 7  | Turchia (bandiera)  | A     | Ersin Demir          |
| 8  | Germania (bandiera) | C     | Markus Karl          |
| 9  | Ungheria (bandiera) | A     | Andras Tölcseres     |
| 10 | Germania (bandiera) | C     | Daniel Jungwirth     |
| 11 | Germania (bandiera) | A     | Herbert Obele        |
| 12 | Zimbabwe (bandiera) | D     | George Mbwando       |
| 12 | Germania (bandiera) | C     | Stefan Leitl         |
| 13 | Germania (bandiera) | D     | Michael Wenczel      |
| 14 | Germania (bandiera) | C     | Daniel Miethaner     |

| N. |                     | Ruolo | Calciatore             |
| -- | ------------------- | ----- | ---------------------- |
| 15 | Germania (bandiera) | D     | Tobias Fink            |
| 16 | Germania (bandiera) | C     | Andreas Buchner        |
| 17 | Germania (bandiera) | D     | Mario Neunaber         |
| 18 | Germania (bandiera) | C     | Marcel Hagmann         |
| 19 | Germania (bandiera) | D     | Malte Metzelder        |
| 20 | Germania (bandiera) | D     | Ralf Keidel            |
| 21 | Germania (bandiera) | P     | Marco Sejna            |
| 23 | Germania (bandiera) | A     | Steffen Wohlfarth      |
| 24 | Germania (bandiera) | A     | Steffen Schneider      |
| 25 | Germania (bandiera) | P     | Benjamin Huber         |
| 26 | Germania (bandiera) | C     | Alexander Buch         |
| 27 | Germania (bandiera) | C     | Tobias Strobl          |
| 29 | Canada (bandiera)   | A     | Ali Gerba              |
| 30 | Germania (bandiera) | C     | Johannes Hintersberger |
| 33 | Turchia (bandiera)  | D     | Necat Aygün            |

## Organigramma societario
Area tecnica
- Allenatore: Thorsten Fink
- Allenatore in seconda: Willibald Stegmayr
- Preparatore dei portieri: Brano Arsenović
- Preparatori atletici:
- Analisi video:

## Calciomercato

### Sessione estiva
| Acquisti | Acquisti          | Acquisti          | Acquisti |
| R.       | Nome              | da                | Modalità |
| -------- | ----------------- | ----------------- | -------- |
| C        | Alexander Buch    | Bayern Monaco U19 |          |
| A        | Ersin Demir       | Erzgebirge Aue    |          |
| C        | Heiko Gerber      | Stoccarda         |          |
| C        | Marcel Hagmann    | SV Wilhelmshaven  |          |
| P        | Benjamin Huber    | Heidenheim        |          |
| C        | Stefan Leitl      | Darmstadt         |          |
| D        | Malte Metzelder   | Aalen             |          |
| C        | Andreas Neuendorf | Hertha Berlino    |          |
| D        | Mario Neunaber    | Kickers Emden     |          |
| A        | Steffen Schneider | Bayern Monaco U19 |          |

| Cessioni | Cessioni          | Cessioni       | Cessioni |
| R.       | Nome              | a              | Modalità |
| -------- | ----------------- | -------------- | -------- |
| C        | Martin Klarer     | Heidenheim     |          |
| A        | William Anane     | Sandhausen     |          |
| C        | Manuel Hiemer     | Jahn Ratisbona |          |
| C        | Thomas Weigartner | Ismaning       |          |
| C        | Armando Zani      | Jahn Ratisbona |          |

### Sessione invernale
| Acquisti | Acquisti    | Acquisti       | Acquisti |
| R.       | Nome        | da             | Modalità |
| -------- | ----------- | -------------- | -------- |
| D        | Necat Aygün | Duisburg       |          |
| C        | Markus Karl | Greuther Fürth |          |
| A        | Ali Gerba   | IFK Göteborg   |          |

| Cessioni | Cessioni           | Cessioni       | Cessioni |
| R.       | Nome               | a              | Modalità |
| -------- | ------------------ | -------------- | -------- |
| A        | Tobias Schlauderer | Jahn Ratisbona |          |

## Risultati

### Regionalliga

#### Girone di andata
| Arbitro: | Kempter |

|                |           |                            |
| Demir 58’, 85’ | Marcatori | 24’ Vaccaro 25’, 55’ Gambo |

| Arbitro: | Bauer |

|                 |           |                                                     |
| Birk 48’ (rig.) | Marcatori | 7’ Wohlfarth 10’, 51’ Jungwirth 12’ Leitl 32’ Demir |

| Arbitro: | Kempter |

|  |           |               |
|  | Marcatori | 28’ Wohlfarth |

| Arbitro: | Brych |

|  |           |            |
|  | Marcatori | 68’ Schmid |

| Arbitro: | Schmidt |

|  |           |                                   |
|  | Marcatori | 47’ Leitl 54’ Demir 58’ Wohlfarth |

| Arbitro: | Fritz |

|                               |           |                                |
| Leitl 4’ Jungwirth 60’ (rig.) | Marcatori | 23’ Popović 77’ (rig.) Blessin |

| Arbitro: | Walz |

|             |           |              |
| Schwarz 52’ | Marcatori | 85’ Neunaber |

| Arbitro: | Schlutius |

|                              |           |  |
| Wohlfarth 12’, 89’ Demir 52’ | Marcatori |  |

| Arbitro: | Blos |

|           |           |               |
| Fetsch 2’ | Marcatori | 86’ Metzelder |

| Ingolstadt 28 settembre 2007, ore 19:30 CEST 10ª giornata | Ingolstadt 04 | 0 – 0 referto | Sandhausen | BSA Mitte (1 150 spett.)\| Arbitro: \| Christ \| |
| Arbitro:                                                  | Christ        |               |            |                                                  |

| Arbitro: | Seiwert |

|  |           |           |
|  | Marcatori | 15’ Leitl |

| Arbitro: | Wingenbach |

|           |           |           |
| Demir 57’ | Marcatori | 90’ Hertl |

| Arbitro: | Dingert |

|                                                        |           |  |
| Alder 21’ (rig.) Cescutti 26’ Sailer 31’ Steegmann 81’ | Marcatori |  |

| Arbitro: | Kempter |

|                            |           |  |
| Wenczel 3’ Schlauderer 63’ | Marcatori |  |

| Arbitro: | Kampka |

|  |           |                                |
|  | Marcatori | 75’ Demir 90’ (rig.) Wohlfarth |

| Arbitro: | Benedum |

|  |           |                                                             |
|  | Marcatori | 5’ Mikolajczak 16’ Schumann 35’ Barletta 62’ Cenci 66’ Levy |

| Arbitro: | Schalk |

|                                   |           |  |
| Rathgeber 38’, 73’ Lechleiter 78’ | Marcatori |  |

#### Girone di ritorno
| Arbitro: | Drees |

|  |           |               |
|  | Marcatori | 77’ Jungwirth |

| Arbitro: | Kunzmann |

|           |           |              |
| Demir 23’ | Marcatori | 47’ Feinbier |

| Arbitro: | Stieler |

|                                     |           |          |
| Karl 10’ Leitl 60’ (rig.) Gerba 71’ | Marcatori | 4’ Morys |

| Arbitro: | Walz |

|             |           |                                   |
| Beigang 27’ | Marcatori | 35’ Wohlfarth 37’ Aygün 45’ Demir |

| Arbitro: | Karle |

|                        |           |  |
| Demir 31’ Neunaber 70’ | Marcatori |  |

| Arbitro: | Welz |

|  |           |            |
|  | Marcatori | 46’ Gerber |

| Arbitro: | Stark |

|          |           |  |
| Buch 14’ | Marcatori |  |

| Arbitro: | Schmidt |

|          |           |               |
| Bauer 9’ | Marcatori | 64’ Wohlfarth |

| Arbitro: | Seiwert |

|              |           |                 |
| Neunaber 34’ | Marcatori | 90’ Schnatterer |

| Arbitro: | Fischer |

|  |           |                             |
|  | Marcatori | 2’, 56’ Wohlfarth 75’ Gerba |

| Arbitro: | Schumacher |

|                            |           |          |
| Gerba 30’ Haber 76’ (aut.) | Marcatori | 69’ Reiß |

| Arbitro: | Winkmann |

|           |           |  |
| Rosin 51’ | Marcatori |  |

| Arbitro: | Weiner |

|                       |           |          |
| Leitl 10’ (rig.), 16’ | Marcatori | 83’ Okic |

| Arbitro: | Schriever |

|                          |           |  |
| Rill 45’ (rig.) Haas 77’ | Marcatori |  |

| Arbitro: | Grudzinski |

|                       |           |                  |
| Gerba 46’ Buchner 76’ | Marcatori | 40’ Schittenhelm |

| Arbitro: | Seemann |

|                          |           |                      |
| Cenci 15’ Mehic 18’, 26’ | Marcatori | 76’ (rig.) Jungwirth |

| Arbitro: | Kinhöfer |

|                           |           |  |
| Wohlfarth 28’ Buchner 52’ | Marcatori |  |

## Statistiche

### Statistiche di squadra
| Competizione     | Punti | In casa | In casa | In casa | In casa | In casa | In casa | In trasferta | In trasferta | In trasferta | In trasferta | In trasferta | In trasferta | Totale | Totale | Totale | Totale | Totale | Totale | DR  |
| Competizione     | Punti | G       | V       | N       | P       | Gf      | Gs      | G            | V            | N            | P            | Gf           | Gs           | G      | V      | N      | P      | Gf     | Gs     | DR  |
| ---------------- | ----- | ------- | ------- | ------- | ------- | ------- | ------- | ------------ | ------------ | ------------ | ------------ | ------------ | ------------ | ------ | ------ | ------ | ------ | ------ | ------ | --- |
| Regionalliga sud | 62    | 17      | 9       | 5       | 3       | 26      | 18      | 17           | 9            | 3            | 5            | 24           | 18           | 34     | 18     | 8      | 8      | 50     | 36     | +14 |
| Totale           | 62    | 17      | 9       | 5       | 3       | 26      | 18      | 17           | 9            | 3            | 5            | 24           | 18           | 34     | 18     | 8      | 8      | 50     | 36     | +14 |

### Andamento in campionato
| Giornata  | 1  | 2 | 3 | 4 | 5 | 6 | 7 | 8 | 9 | 10 | 11 | 12 | 13 | 14 | 15 | 16 | 17 | 18 | 19 | 20 | 21 | 22 | 23 | 24 | 25 | 26 | 27 | 28 | 29 | 30 | 31 | 32 | 33 | 34 |
| --------- | -- | - | - | - | - | - | - | - | - | -- | -- | -- | -- | -- | -- | -- | -- | -- | -- | -- | -- | -- | -- | -- | -- | -- | -- | -- | -- | -- | -- | -- | -- | -- |
| Luogo     | C  | T | T | C | T | C | T | C | T | C  | T  | C  | T  | C  | T  | C  | T  | T  | C  | C  | T  | C  | T  | C  | T  | C  | T  | C  | T  | C  | T  | C  | T  | C  |
| Risultato | P  | V | V | P | V | N | N | V | N | N  | V  | N  | P  | V  | V  | P  | P  | V  | N  | V  | V  | V  | V  | V  | N  | N  | V  | V  | P  | V  | P  | V  | P  | V  |
| Posizione | 11 | 6 | 5 | 7 | 5 | 5 | 7 | 5 | 6 | 6  | 5  | 5  | 6  | 5  | 4  | 5  | 6  | 5  | 6  | 5  | 4  | 4  | 2  | 1  | 2  | 3  | 1  | 1  | 1  | 1  | 1  | 1  | 2  | 2  |

Legenda:

Luogo: C = Casa; T = Trasferta. Risultato: V = Vittoria; N = Pareggio; P = Sconfitta.

### Statistiche dei giocatori
| N. Aygün         | 14 | 1  | 2  | 0 |
| A. Buch          | 9  | 1  | 0  | 0 |
| A. Buchner       | 32 | 2  | 5  | 0 |
| E. Demir         | 32 | 10 | 5  | 0 |
| T. Fink          | 13 | 0  | 1  | 0 |
| A. Gerba         | 15 | 4  | 3  | 0 |
| H. Gerber        | 30 | 1  | 6  | 1 |
| M. Hagmann       | 24 | 0  | 1  | 0 |
| J. Hintersberger | 0  | 0  | 0  | 0 |
| B. Huber         | 0  | 0  | 0  | 0 |
| D. Jungwirth     | 19 | 5  | 3  | 1 |
| M. Karl          | 15 | 1  | 1  | 0 |
| R. Keidel        | 28 | 0  | 12 | 1 |
| M. Kroll         | 8  | 0  | 1  | 0 |
| S. Leitl         | 31 | 7  | 6  | 0 |
| M. Lutz          | 34 | 0  | 0  | 0 |
| G. Mbwando       | 0  | 0  | 0  | 0 |
| M. Metzelder     | 27 | 1  | 3  | 0 |
| D. Miethaner     | 0  | 0  | 0  | 0 |
| A. Neuendorf     | 8  | 0  | 1  | 1 |
| M. Neunaber      | 23 | 3  | 3  | 0 |
| H. Obele         | 10 | 0  | 1  | 0 |
| M. Rosenwirth    | 7  | 0  | 1  | 0 |
| T. Schlauderer   | 9  | 1  | 2  | 0 |
| M. Schmidberger  | 9  | 0  | 3  | 0 |
| S. Schneider     | 21 | 0  | 1  | 0 |
| M. Sejna         | 0  | 0  | 0  | 0 |
| T. Strobl        | 2  | 0  | 1  | 0 |
| A. Tölcseres     | 1  | 0  | 0  | 0 |
| M. Wenczel       | 22 | 1  | 8  | 0 |
| S. Wohlfarth     | 33 | 11 | 5  | 0 |